# Российская Национальная конференция по теплообмену
Российская Национальная конференция по теплообмену — международная научная конференция для учёных и инженеров, занимающихся широким кругом теоретических и прикладных проблем в области теплофизики, теплообмена, энергетики. Конференция проводится один раз в четыре года на базе Московского Энергетического института. В рамках конференции проводятся общие пленарные, секционные заседания, стендовые доклады, круглые столы.

## Проведение конференции
Первая конференция по теплообмену состоялась в 1994 году по инициативе профессорско-преподавательского состава кафедры инженерной теплофизики МЭИ. По состоянию на 2021 год было проведено семь конференций (1994, 1998, 2002, 2006, 2010, 2014, 2018 годы). 
Пятая Российская Национальная конференция по теплообмену, прошедшая в 2010 году, собрала свыше 2000 участников из 15 стран мира. От России в конференции приняли участие учёные и инженеры из более чем 200 различных организаций, компаний и научных институтов. Очередная Восьмая конференция РНКТ должна состояться в октябре 2022 года.

## Организаторы конференции
- Российская академия наук Отделение энергетики, механики, машиностроения и проблем управления
- Федеральное агентство по науке и инновациям
- Национальный комитет РАН по тепло- и массообмену
- Национальный Исследовательский Университет «Московский Энергетический Институт», Институт тепловой и атомной энергетики МЭИ (ИТАЭ)

### Программный и научный комитет
Председатель — Леонтьев А. И.  председатель, академик РАН
Зам. председателя — Клименко А. В., чл.-корр. РАН
- Алексеенко С.В., академик
- Алифанов О.М., член-корр. РАН
- Аметистов Е. В., чл.-корр. РАН
- Вараксин А.Ю., член-корр. РАН
- Гаряев А.Б., профессор
- Гортышев Ю.Ф., профессор
- Губертов А.М., профессор
- Деревич И.В., профессор
- Дмитриев А.С., профессор
- Домбровский Л.А., д.т.н.
- Егоров И.В., член-корр. РАН
- Ивочкин Ю.П., д.т.н.
- Зарубин В.С., профессор
- Зейгарник Ю.А., д.т.н.
- Исаев С.А., профессор
- Кавтарадзе Р.З., профессор
- Карташов Э.М., профессор
- Кириллов П.Л., профессор
- Клименко В.В., член-корр. РАН
- Комов А.Т., профессор
- Коротеев А.А., академик
- Крюков А.П., профессор
- Кувыркин Г.Н., профессор
- Кузнецов В.В., профессор
- Кузма-Кичта Ю.А., профессор
- Липатов И.И., член-корр. РАН
- Лущик В.Г., д.т.н.
- Майданик Ю.Ф., д.т.н.
- Маркович Д.М., член-корр. РАН
- Мильман О.О., профессор
- Митрофанова О.В., профессор
- Ненарокомов А.В., профессор
- Ольховский Г.Г., чл.-корр. РАН
- Онищенко Д.О., д.т.н.
- Павленко А.Н., член-корр. РАН
- Петров О.Ф., академик
- Пиралишвили Ш.А., профессор
- Покусаев Б.Г., чл.-корр. РАН
- Попов И.А., профессор
- Рогалев Н.Д., профессор
- Сапожников С.З., профессор
- Свиридов В.Г., профессор
- Синкевич О.А., профессор
- Смирнов Е.М., профессор
- Сон Э.Е., академик
- Суржиков С.Т., академик
- Терехов В.И., д.т.н.
- Черкасов С.Г., профессор
- Ягов В.В., профессор
- Яновский Л.С., д.т.н.
- Яньков Г.Г., профессор

### Организационный комитет
Председатель — Дедов А.В., чл.-корр. РАН

## Проблематика, обсуждаемые темы

### Секции РНКТ
- 1. Вынужденная конвекция однофазной жидкости
- 2. Свободная конвекция
- 3. Тепломассообмен при химических превращениях
- 4. Кипение, кризисы кипения, закризисный теплообмен
- 5. Испарения, конденсация
- 6. Двухфазные течения
- 7. Дисперсные потоки и пористые среды
- 8. Интенсификация теплообмена
- 9. Радиационный и сложный теплообмен
- 10. Теплопроводность, теплоизоляция
- 11. Молодёжная секция

### Круглые столы РНКТ
- № 1 Численное моделирование процессов теплообмена — компьютерные коды, возможности, перспективы
- № 2 Методы и техника теплофизического эксперимента
- № 3 Теплофизические проблемы ядерной энергетики
- № 4 Теплообмен в микро- и нанотехнологиях

## Труды РНКТ
Доклады, обсуждаемые в ходе каждой конференции, издаются в виде многотомника и выпускаются на CD-дисках. Часть докладов, представленных на последних конференциях опубликована в открытом доступе на сайте конференции.
Структура содержания публикаций по томам:
- Том 1. Пленарные и общие проблемные доклады. Доклады на круглых столах.
- Том 2. Вынужденная конвекция однофазной жидкости
- Том 3. Свободная конвекция. Тепломассообмен при химических превращениях
- Том 4. Кипение, кризисы кипения, закризисный теплообмен
- Том 5. Испарение, конденсация. Двухфазные течения
- Том 6. Дисперсные потоки и пористые среды. Интенсификация теплообмена
- Том 7. Радиационный и кризисный теплообмен. Теплопроводность, теплоизоляция
- Том 8. Молодёжная секция

## Конференции по годам

### РНКТ-5 (2010)
На открытии конференции выступили А. Клименко, Фортов В. Е., В. Батенин. Академик Леонтьев А. И. прочитал лекцию «Гуд бай, теория тепломассобмена?»
Основной проблематикой конференции, вынесенной в этот заголовок, стало обсуждение преобладания численных и моделирующих методов над экспериментальными, корректности построения моделей и составления методик расчётов, а также новых возможностей моделирования и изучения физических процессов в тех областях и при тех критических параметрах, которые невозможно воссоздать экспериментально в земных условиях.
Почти треть докладов конференции была представлена молодыми учёными, аспирантами и студентами.

#### Труды РНКТ-5 Библиография
- Труды 5 Российской национальной конференции по теплообмену, Москва, 25-29 окт., 2010. Т. 1. Общие проблемные доклады. — М: МЭИ, 2010. — 240 с., ил. ISBN 978-5-383-00529-3
- Труды 5 Российской национальной конференции по теплообмену, Москва, 25-29 окт., 2010. Т. 2. Вынужденная конвекция однофазной жидкости. — М.: МЭИ, 2010. — 264 с., ил. — ISBN 978-5-383-00530-9
- Труды 5 Российской национальной конференции по теплообмену, Москва, 25-29 окт., 2010. Т. 3. Свободная конвекция. — М.: МЭИ, 2010. — 338 с., ил. — ISBN 978-5-383-00531-6
- Труды 5 Российской национальной конференции по теплообмену (РНКТ-5), Москва, 25-29 окт., 2010. Т. 4. Кипение, кризисы кипения, закризисный теплообмен. Испарения, конденсация. — М.: МЭИ, 2010. — 334 с., ил. ISBN 978-5-383-005323-3
- Труды 5 Российской национальной конференции по теплообмену, Москва, 25-29 окт., 2010. Т. 5. Двухфазные течения. Дисперсные потоки и пористые среды. — М.: МЭИ, 2010. — 258 с., ил. — ISBN 978-5-383-00533-0
- Труды 5 Российской национальной конференции по теплообмену, Москва, 25-29 окт., 2010. Т. 6. Интенсификация теплообмена. Радиационный и сложный теплообмен. — М.: МЭИ, 2010. — 284 с., ил. — ISBN 978-5-383-00534-7
- Труды 5 Российской национальной конференции по теплообмену, Москва, 25-29 окт., 2010. Т. 7. Теплопроводность, теплоизоляция. — М.: МЭИ, 2010. — 202 с., ил. — ISBN 978-5-383-00535-4
- Труды 5 Российской национальной конференции по теплообмену, Москва, 25-29 окт., 2010. Т. 8. Молодёжная секция. — М.: МЭИ, 2010. — 170 с., ил. — ISBN 978-5-383-00536-1

### Официальные ресурсы
- Официальная страница РНКТ-7 на сайте Национального комитета по теплообмену
- Официальный сайт РНКТ-5, РНКТ-6

### Публикации
- С. Беляева. Вырастут крылья. Участие в серьезной научной конференции вдохновляет молодёжь. Газета «Поиск» № 47(2010)
- Интервью А. В. Клименко, чл.-кор. РАН, директора Института проблем энергетической эффективности. «Мир новостей» № 53(887)
- Е. Моргунова. Секретами согреты. Ученые обменялись мнениями по проблемам теплообмена. Газета «Поиск» 7.11.2006

### Обзоры
- Москвина Г. В., Мостинский И. Л., Полежаев Ю. В., Селиверстов Е. М. Проблемы и перспективы исследования теплового режима лопаток высокотемпературных газовых турбин (Обзор по материалам Третьей Российской национальной конференции по теплообмену) Журнал «Теплофизика высоких температур». 2003. Т. 41. № 5. С. 800—816.

### Прочие ссылки
- Седьмая Российская национальная конференция по теплообмену Доклады кафедры НТ МЭИ
- Программа РНКТ-7 на сайте НИУ «МЭИ»
- Конференция РНКТ на портале elementy.ru
- РНКТ-5 на сайте Конференции России
- Пятая РНКТ на сайте Scholar.ru
- РНКТ-5 на konferencii.ru
- РНКТ на edu.ru